# Ógea-africana
A ógea-africana (Falco cuvierii) é uma espécie de ave de rapina da família Falconidae.
Pode ser encontrada nos seguintes países: África do Sul, Angola, Benim, Botswana, Burkina Faso, Burundi, Camarões, República Centro-Africana, Chade, República do Congo, República Democrática do Congo, Costa do Marfim, Etiópia, Gabão, Gâmbia, Gana, Guiné, Guiné-Bissau, Quénia, Libéria, Malawi, Mali, Moçambique, Namíbia, Níger, Nigéria, Ruanda, Senegal, Serra Leoa, Somália, Sudão, Essuatíni, Tanzânia, Togo, Uganda, Zâmbia e Zimbabwe.